# Misdaad

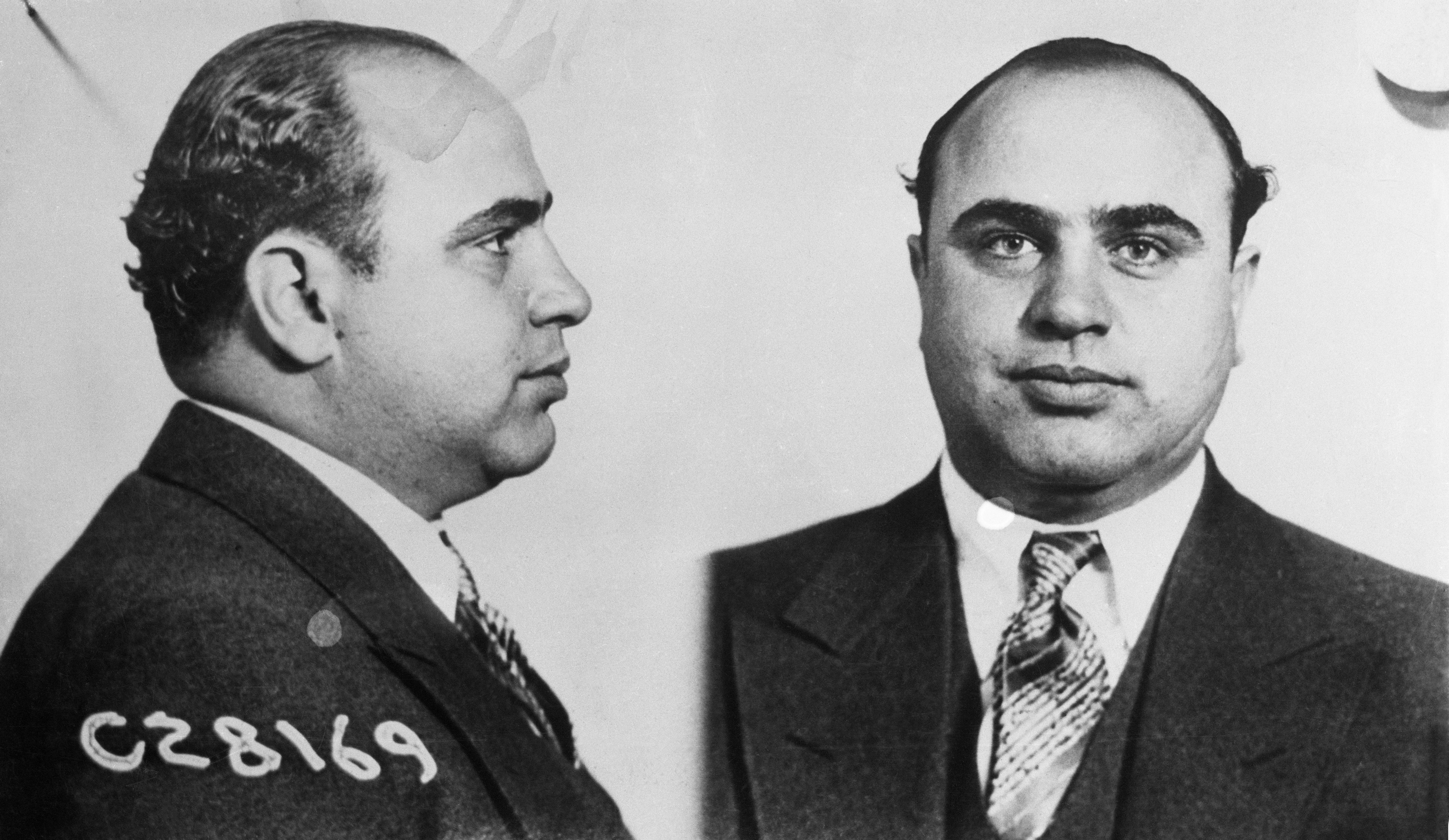
Al Capone, een van de meest bekende misdadigers

Misdaad is het breken van de wet, dat kan leiden tot veroordeling door een rechter. In België gebruikt men daarvoor het woord misdrijf. De term kan ruim worden gedefinieerd als een strafbaar feit of delict. Het begrip heeft een verschillende juridische betekenis per land. In Nederland wordt de term sinds 1886 niet meer in juridische zin gebruikt. In België is misdaad wel een strafrechtelijk begrip, dat staat voor de ergste misdrijven, terwijl 'wanbedrijf' en 'overtreding' de twee lichtere categorieën zijn.  Misdaad wordt ook gebruikt als synoniem voor criminaliteit. Degene die zich schuldig maakt aan een misdaad wordt een misdadiger of crimineel genoemd.

## Algemeen
De Van Dale geeft drie betekenissen voor het woord misdaad, namelijk die van 'zedelijk slechte daad, zondige handeling', 'zwaar vergrijp' en als synoniem voor 'criminaliteit'. Iemand die een misdaad of een misdrijf begaat wordt een misdadiger genoemd.

## België
Een misdaad in België is slechts één (weliswaar de zwaarste) van de drie categorieën van de misdrijven. Het zijn schendingen van de strafwet, strafbaar met criminele straffen:
- Opsluiting (of hechtenis[2]): levenslang of tijdelijk (van 5 tot 40 jaar, opgedeeld in zgn. strafvorken)
- Een geldboete van meer dan 26 euro (te vermeerderen met de opdeciemen)

In beginsel is het hof van assisen met zijn volksjury bevoegd om te oordelen over misdaden. 
Indien de raadkamer of kamer van inbeschuldigingstelling verzachtende omstandigheden of een strafverminderende verschoningsgrond aanneemt, wordt de misdaad gecorrectionaliseerd. Dit heeft als gevolg dat op deze feiten nog slechts een correctionele straf is gesteld en deze dus moeten worden behandeld als een wanbedrijf. De zaak wordt dan behandeld door de correctionele rechtbank. 
Het openbaar ministerie kan hetzelfde doen door de beklaagde rechtstreeks voor de correctionele rechtbank te dagvaarden, met mededeling van de verzachtende omstandigheden of de strafverminderende verschoningsgrond.

## Nederland
De term misdaad heeft tegenwoordig in Nederland geen vastomlijnde juridische betekenis meer. Ten tijde van de Code Pénal werd misdaad omschreven als 'misdrijven die met criminele straffen worden bedreigd.' Dit was de zwaarste van de drie categorieën van strafbare feiten; de overige twee categorieën waren de wanbedrijven en overtredingen. Bij de vaststelling van het nieuwe Wetboek van Strafrecht in 1881 heeft de wetgever dit onderscheid niet meer willen maken. De misdaden en wanbedrijven vervielen, daarvoor in de plaats kwam de categorie misdrijven. Sinds de invoering van het wetboek in 1886 heeft de term misdaad geen juridische betekenis meer in Nederland.

### België
- Belgische criminaliteitsstatistieken
- Belgische online studies over criminaliteit

### Duitsland
- Misdaadpreventie

### Nederland
- Misdaadkaart.nl